# Tour des Vallées du Haut-Anjou
Le Tour des Vallées du Haut-Anjou est une course cycliste française disputée dans la communauté de communes de la région du Lion-d'Angers, en Maine-et-Loire. Cette épreuve est créée en 1998 par une équipe de passionnés de cyclisme, avec le soutien de la communauté de communes. Elle fait actuellement partie du calendrier national de la Fédération française de cyclisme.
L'édition 2020 est annulée en raison du contexte sanitaire lié à la pandémie de Covid-19.

## Palmarès
| Année                                        | Vainqueur           | Deuxième               | Troisième           |
| -------------------------------------------- | ------------------- | ---------------------- | ------------------- |
| 1998                                         | Samuel Torres       | Régis Bonsergent       | R. Astié            |
| 1999                                         | Philippe Hurel      | Mickaël Herbrette      | Olivier Duval       |
| 2000                                         | Stéphane Fortier    | Mickaël Basle          | Laurent Tosoni      |
| 2001                                         | Vincent Freulon     | David Dhéruelle        | Freddy Bichot       |
| 2002                                         | Timothée Lefrançois | Antoine Dalibard       | Mickaël Diguet      |
| 2003                                         | Nicolas Lemarchand  | Romain Paillard        | Romain Feillu       |
| 2004                                         | Romain Paillard     | David Migné            | Vincent Freulon     |
| 2005                                         | Cédric Lucasseau    | Jean-Christophe Currit | Pierrick Gillereau  |
| 2006                                         | Mickaël Diguet      | Timothée Lefrançois    | Mickaël Verger      |
| 2007                                         | Frédéric Delalande  | Laurent Plantard       | Alexandre Bousseau  |
| 2008                                         | Kévin Denis         | Mickaël Verger         | Eddy Lubin          |
| 2009                                         | Vincent Freulon     | Sébastien Champalou    | Nicolas Sécher      |
| 2010                                         | Julien Foisnet      | Martial Roman          | Kévin Réza          |
| Tour de la Communauté de communes de Pruillé |                     |                        |                     |
| 2011                                         | Morgan Lamoisson    | Mikkel Mortensen       | Cyrille Noël        |
| Tour de la Région du Lion d'Angers           |                     |                        |                     |
| 2012                                         | Guillaume Louyest   | Pierre Gouault         | Ronan Dequippe      |
| 2013                                         | Frédéric Bonsergent | Romain Uzureau         | Erwan Despeignes    |
| 2014                                         | Taruia Krainer      | Freddy Bichot          | Justin Mottier      |
| Tour du Pays Lionnais                        |                     |                        |                     |
| 2015                                         | Florian Maitre      | Jérémy Le Nézet        | Thibault Nuns       |
| 2016                                         | David Rivière       | Florian Maitre         | Mickaël Guichard    |
| 2017                                         | Clément Orceau      | Julien Trarieux        | Adrien Garel        |
| 2018                                         | David Menut         | Stylianós Farantákis   | Nicolas Garbet      |
| 2019                                         | Erwann Kerraud      | Clément Patat          | Maël Guégan         |
| 2020                                         | annulé              |                        |                     |
| 2021                                         | Samuel Leroux       | Kirill Tarassov        | Jenno Berckmoes     |
| 2022                                         | Théo Menant         | Adrien Garel           | Baptiste Constantin |
| Tour des Vallées du Haut-Anjou               |                     |                        |                     |
| 2023                                         | Alexis Robert       | Brendan Le Cam         | Baptiste Constantin |
| 2024                                         | Adam Mitchell       | Alexis Pierre          | Maxime Rouxel       |
| 2025                                         | Hans Rullier        | Damien Bodard          | Raphaël Glot        |